# Bibi Andersson

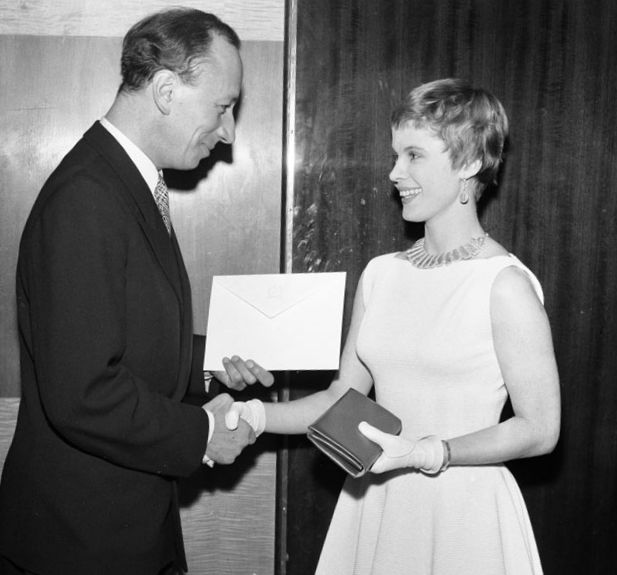
Bibi Andersson en 1957

Berit Elisabeth Andersson (Estocolmo, 11 de noviembre de 1935-Ib., 14 de abril de 2019), más conocida como Bibi Andersson, fue una actriz y directora sueca de cine, teatro y televisión.
Participó en varias películas suecas como Fresas salvajes, Persona, Secretos de un matrimonio o El séptimo sello, dirigidas por su compatriota Ingmar Bergman.
Bibi Anderson falleció a los 83 años. La actriz Liv Ullmann explicó para un medio sueco que la última vez que la vio cantaron juntas «Tuppen og Lillemor».

## Carrera profesional
En 1951, inició su carrera cinematográfica con el realizador Ingmar Bergman, en la producción de un corto publicitario para un detergente. Su primer papel cinematográfico lo interpretó en 1953 junto al actor Nils Poppe en la cinta Dumbon.
Realizó estudios de actuación en el Terserus teaterskola, para luego, entre 1954 y 1956, estudiar en el Real Teatro Dramático de Estocolmo (Dramaten), participando posteriormente como actriz en el Teatro de Malmö (Malmö stadsteatern), bajo la dirección de Ingmar Bergman hasta 1959. Simultáneamente, participó en los filmes Fresas salvajes (1956), El séptimo sello (1957) y Rabies (1958) del mismo director, filmes que la lanzaron al estrellato. En 1962, se incorporó por un año al elenco del Teatro de Uppsala (Uppsala stadsteatern), regresando al Real Teatro Dramático de Estocolmo al año siguiente. En 1966, actuó en la cinta Persona y en La pasión de Anna en 1970.
Trabajó también con otros directores de renombre, como John Huston (The Kremlin Letter, 1970) y Robert Altman (Quintet, 1979). A partir de la década de 1980, se dedicó a la interpretación y a la dirección teatral. Apareció en Largo viaje hacia la noche (1988), Una estación de paso (1992), El sueño de la mariposa (1994), Drømpsel (1994) y Det blir aldrig som man tökt sig (1999).
En Argentina actuó en Pobre mariposa (1986) dirigida por Raúl de la Torre y Los dueños del silencio (1987) dirigida por Carlos Lemos.
En 1996 publicó su autobiografía titulada Ett flimmer / Ett ögonblick (Un parpadeo).

## Premios y distinciones
Festival Internacional de Cine de Berlín
| Año  | Categoría                      | Película    | Resultado |
| ---- | ------------------------------ | ----------- | --------- |
| 1963 | Oso de Plata a la mejor actriz | Älskarinnan | Ganadora  |

Festival Internacional de Cine de Cannes
| Año  | Categoría    | Película                | Resultado |
| ---- | ------------ | ----------------------- | --------- |
| 1958 | Mejor actriz | En el umbral de la vida | Ganadora  |